# Кундур
Кунду́р — село в Архаринском районе Амурской области, административный центр Кундурского сельсовета.

## География
Село стоит на возвышенности, оконтуренной хорошо врезанными долинами двух небольших рек.
Кундур находится на Транссибе, в 7 км к юго-западу от автотрассы «Амур». Расстояние до районного центра Архара (по автотрассе «Амур») — около 73 км на запад.

## Население
| 2002 | 2010 | 2012 | 2013 | 2014 | 2015 | 2016 |
| ---- | ---- | ---- | ---- | ---- | ---- | ---- |
| 1056 | ↘866 | ↘831 | ↘816 | ↘779 | ↘747 | ↘733 |
| 2017 | 2018 |      |      |      |      |      |
| ↘719 | ↘693 |      |      |      |      |      |

## Инфраструктура
- Станция Кундур-Хабаровский Дальневосточной железной дороги, расположена в 72 км в восточном направлении от станции Архара.
- На перегоне Кундур-Хабаровский — Тарманчукан построен Тарманчуканский тоннель и Касаткинский тоннель (см. Хинганские тоннели).

## Палеонтология
В окрестностях Кундура с 1999 года находят останки динозавров, встречаются целые скелеты. Было обнаружено пять местонахождений. В 2002—2003 годах скелет олоротитана (лат. Olorotitan arharensis — «лебедь-титан из Архары») из семейства гадрозавров экспонировался на международной палеонтологической выставке «Раскопки динозавров» в Королевском музее института естественной истории в Брюсселе. Это практически целый скелет ламбеозавринового динозавра.
В 2003 году возле села Кундур обнаружены ещё три скелета утконосых динозавров кундурозавров (лат. Kundurosaurus nagornyi «кундурский ящер Нагорного») из семейства гадрозавров. Впервые в России обнаружены панцирные ящеры анкилозавры, плотоядные динозавры семейства Tyrannosauridae, фрагменты крокодилов и черепах.
Остатки динозавров датируются возрастом 67 млн лет назад. 67—65 млн л. н. на территории нынешнего Архаринского района было побережье океана.